# Stormester af Den Tyske Orden

## Liste over stormestre afDen Tyske Orden

### Ledere af det endnu tidligere Broderskab 1170-?
- 1170 Garnier de Naplouse

### Ledere af det tidligere Broderskab 1190-1198
Den Tyske Orden som plejende broderskab i Outremer:
- 1190 Meister Sibrand
- 1192 Gerhard
- 1193/94 Heinrich, prior
- 1195-1196 Ulrich
- 1196 Heinrich, preceptor (muligvis personsammenfald med Heinrich Walpot von Bassenheim)

### Ordenens Stormestre 1198-1525
Den Tyske Orden som åndelig militær orden:
- 1198–1200 Heinrich Walpot von Bassenheim
- 1200–1208 Otto von Kerpen
- 1208–1209 Heinrich von Tunna
- 1209–1239 Hermann von Salza
- 1239–1240 Konrad von Thüringen
- 1240–1244 Gerhard von Malberg
- 1244–1249 Heinrich von Hohenlohe
- 1249–1252 Günther von Wüllersleben
- 1252–1256 Poppo von Osterna[1]
- 1256–1273 Anno von Sangershausen
- 1273–1282 Hartmann von Heldrungen
- 1282 eller 1283 –1290 Burchard von Schwanden
- 1290–1297 Konrad von Feuchtwangen
- 1297–1303 Gottfried von Hohenlohe
- 1303–1311 Siegfried von Feuchtwangen
- 1311–1324 Karl von Trier
- 1324–1330 Werner von Orseln
- 1331–1335 Luther von Braunschweig (Lothar)
- 1335–1341 Dietrich von Altenburg
- 1342–1345 Ludolf König
- 1345–1351 Heinrich Dusemer
- 1351–1382 Winrich von Kniprode
- 1382–1390 Conrad Zöllner von Rothenstein
- 1391–1393 Konrad von Wallenrode
- 1393–1407 Konrad von Jungingen
- 1407–1410 Ulrich von Jungingen
- 1410–1413 Heinrich von Plauen
- 1414–1422 Michael Küchmeister von Sternberg
- 1422–1441 Paul von Rusdorf
- 1441–1449 Konrad von Erlichshausen
- 1449 eller 1450–1467 Ludwig von Erlichshausen
- 1467–1470 Heinrich Reuss von Plauen
- 1470–1477 Heinrich Reffle von Richtenberg
- 1477–1489 Martin Truchsess von Wetzhausen
- 1489–1497 Johann von Tiefen
- 1497–1510 Frederik af Sachsen
- 1510–1525 Albrecht af Brandenburg-Ansbach

### Hoch- und Deutschmeister 1530-1929
- 1527–1543 Walter von Cronberg
- 1543–1566 Wolfgang Schutzbar
- 1566–1572 Georg Hundt von Weckheim
- 1572–1590 Heinrich von Bobenhausen
- 1590–1618 Maximilian 3. af Østrig
- 1619–1624 Karl 1. af Østrig
- 1625–1627 Johann Eustach von Westernach
- 1627–1641 Johann Kaspar von Stadion
- 1641–1662 Leopold Wilhelm af Østrig
- 1662–1664 Karl Josef af Østrig
- 1664–1684 Johann Caspar von Ampringen
- 1685–1694 Ludwig Anton af Pfalz–Neuburg
- 1694–1732 Ludwig Franz af Pfalz–Neuburg
- 1732–1761 Clemens August af Bayern
- 1761–1780 Karl Alexander af Lothringen
- 1780–1801 Maximilian Franz af Østrig
- 1801–1804 Karl af Teschen
- 1804–1835 Anton Viktor af Østrig (hvervet bliver arveligt inden for det østrigske kejserhus)
- 1835–1863 Maximilian af Østrig–Este
- 1863–1894 Wilhelm Franz Karl af Østrig
- 1894–1923 Eugen Ferdinand Pius Bernhard af Østrig (østrigsk arvefølge slutter)
- 1923–1933 Norbert Klein

### 1929 – nutid
Den Tyske Orden som klerikal romersk-katolsk orden:
- 1923–1933 Norbert Klein
- 1933–1936 Paul Heider
- 1936–1948 Robert Schälzky
- 1948–1970 Marian Tumler
- 1970–1988 Ildefons Pauler
- 1988–2000 Arnold Othmar Wieland
- 2000–nu Bruno Platter